# 岩国海軍航空隊
岩国海軍航空隊（いわくにかいぐんこうくうたい）は、日本海軍の部隊の一つ。昭和15年(1940年)7月に開隊し、海軍兵学校生徒と選修学生の航空術教育、陸上機操縦教程の教育を担当する海軍航空隊として発足した。昭和19年(1944年)8月閉隊後、昭和20年(1945年)3月1日に再び開隊。

## 歴史

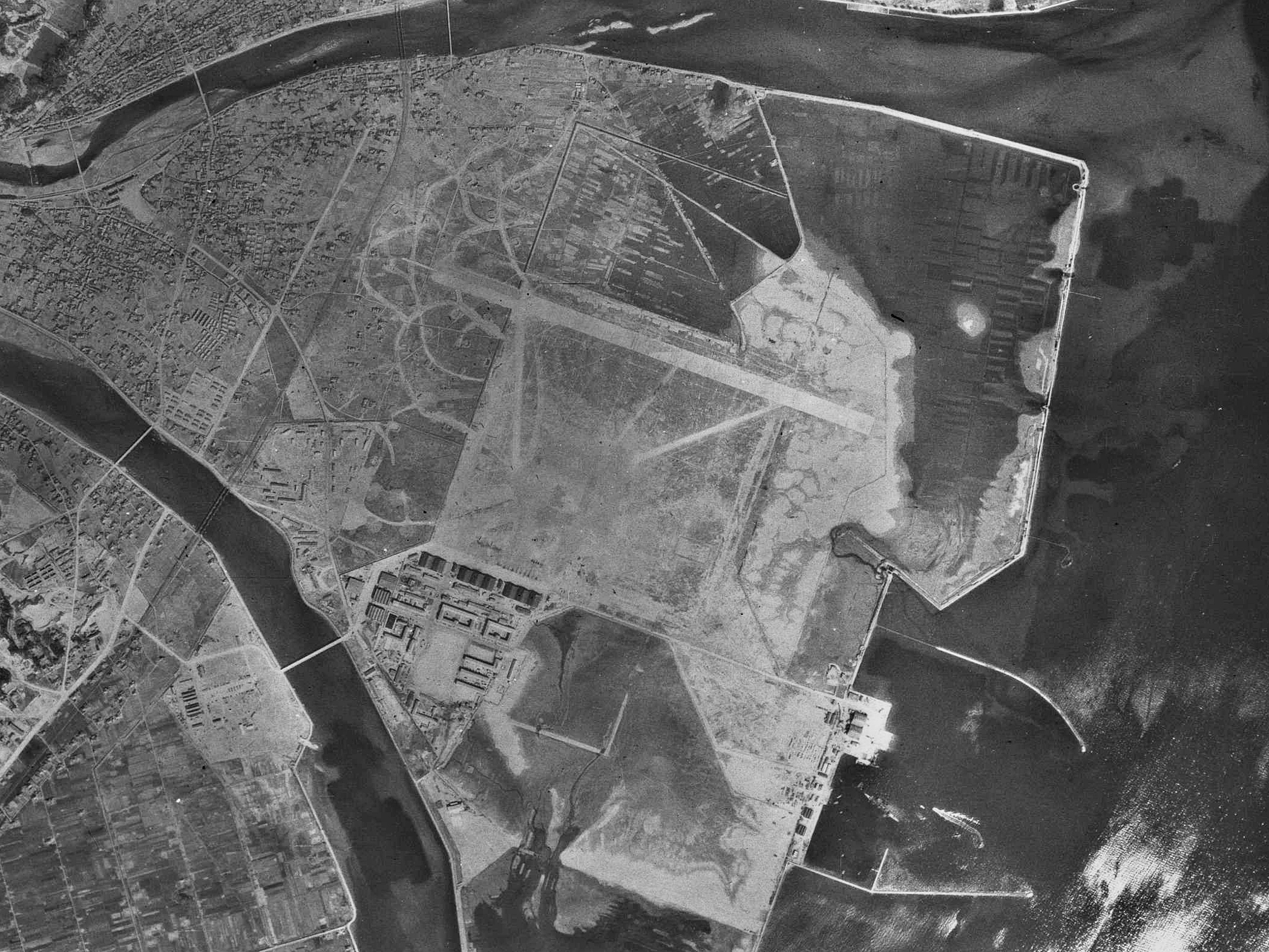
海軍岩国飛行場跡の空中写真（1947年）
岩国海軍航空隊が解隊されて終戦間もない頃の岩国飛行場。

昭和12年(1937年)度海軍軍備補充計画で航空軍備力を4年で14隊の増強が決まり、岩国海軍航空隊はその一つとして準備が進められた。昭和14年(1939年)12月1日呉鎮守府所属練習隊を配置し、昭和15年7月岩国海軍航空隊として開設した。海軍練習航空隊に指定され、海軍兵学校生徒と選修学生の航空術教育、陸上機操縦教程の教育を担当する。乙飛、丙飛、乙飛（特）の飛行予科練習生教程の教育を行った。昭和15年11月15日陸上機操縦教程が削除。昭和16年(1941年)11月2日飛行予科練習生教育を担当、昭和18年(1943年)10月1日削除。昭和16年2月1日から偵察練習生の機練教程を担当することになった。昭和18年4月1日「乙種飛行予科練（特）」が新設される。同年11月海軍兵学校岩国分校が併設された。昭和19年8月15日解隊。
築城海軍航空隊の富高分遣隊を廃止、要員を岩国飛行場へ移転して昭和20年(1945年)3月1日岩国海軍航空隊が再び開隊する。

## 歴代司令
- 杉本丑衛 大佐：1939年12月1日[1] - 1940年6月21日[2]
- 高次貫一 中佐：1940年6月21日[2] - 1941年8月11日[3]
- 美濃部貞功 大佐：1941年8月11日[3] -
- 岡村徳長 大佐：1945年3月 - 終戦